# 祖先的故事
《祖先的故事：生命起源的朝圣之旅》（英語：The Ancestor's Tale: A Pilgrimage to the Dawn of Life）是一本由英国演化生物学家理查德·道金斯与黃可仁共著的生命史科普图书，2004年由霍顿·米夫林出版社出版，获得2005年的英国皇家学会科学图书奖提名。